# Åke Andersson
Åke Gustav "Plutten" Andersson (8. června 1918, Stockholm – 11. května 1982, Södertälje) byl švédský lední hokejista, který nastupoval v útoku i v obraně. V letech 1945 až 1954 byl kapitánem švédské hokejové reprezentace. Vyhrál s ní mistrovství světa v roce 1953 (první švédský titul v historii). Ze světového šampionátu má také dvě stříbra (1947, 1951) a jeden bronz (1954). Bronzovou medaili si přivezl i z olympijských her v Oslu konaných roku 1952. Zúčastnil se již olympiády ve Svatém Mořici roku 1948, kde Švédi skončili čtvrtí. Za národní tým sehrál 62 mezinárodních utkání a 134 utkání celkově. Celou svou kariéru prožil v jediném klubu, Hammarby IF. Hrál za něj 23 sezón švédskou nejvyšší soutěž, což je dosud švédský rekord. Šestkrát s Hammarby získal mistrovský titul, v letech 1936, 1937, 1942, 1943, 1946 a 1951. V roce 1936 byl nejlepším střelcem sezóny, později se ale přesunul do obrany. Kariéru ukončil roku 1958, ve svých 40 letech, a to kvůli zlomenině nohy, již při hře utrpěl. Po celou svou hráčskou kariéru se ale aktivně věnoval i jiných sportům, jak nebylo tehdy neobvyklé - bandy hokeji a fotbalu. Oba sporty hrál rovněž za Hammarby. Fotbalový oddíl Hammarby hrál v jeho době povětšinou druhou nejvyšší soutěž, do té první se podíval jen na jednu sezónu. V první a druhé fotbalové lize sehrál Anderson dohromady 231 utkání, v nichž vstřelil 40 gólů. V bandy odehrál 7 utkání za švédský národní tým. Jeho bratr Stig Emanuel Andersson byl také hokejistou a fotbalistou, také hrál za Hammarby oba sporty.